# Moritz von Brunner

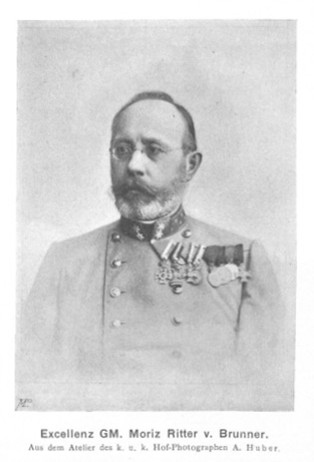
Moritz von Brunner, 1900.

Moritz Ritter von Brunner, född den 30 juli 1839 i Wien, död där den 25 oktober 1904, var en österrikisk fästningsingenjör och militärskriftställare. 
von Brunner blev löjtnant vid österrikiska genitrupperna 1859, kapten i generalstaben 1870, major 1883 och överstelöjtnant 1887, var generaldirektör i Trebinje 1886-89 och i Przemysl 1889-93, blev överste 1893 och generalmajor 1895 samt fältmarskalklöjtnant 1899. Vid sin död var han sektionschef i krigsministeriet, avdelningen för artilleri- och geniväsen.
Brunner, som var redaktör för Streffleurs militärtidskrift 1870-86 och lärare vid tekniska militärakademien 1879-86, var en framstående militärskriftställare och visat sig bland annaT vid Przemysl vara en utmärkt fästningsbyggare. 
Hans många, huvudsakligen för undervisningsändamål aVsedda skrifter visar en tidsenlig uppfattning av befästningskonstens uppgift och ett riktigt omdöme om alltför vittgående ändringsförslag, varför hans inflytande sträckte sig långt utom Österrike, i vilket land han bland annat införde infanterispaden, minörkompanier och landstormsarbetaravdelningar.